# Lasiancistrus caquetae
Lasiancistrus caquetae es una especie de peces de la familia Loricariidae en el orden de los Siluriformes.

## Morfología
Los machos pueden llegar alcanzar los 4,2 cm de longitud total.

## Distribución geográfica
Se encuentran en Sudamérica en las aguas rápidas de pequeños arroyos.